# & Radieschen
& Radieschen – Zeitschrift für Literatur ist eine österreichische Literaturzeitschrift aus Wien. Sie wurde 2006 gegründet und erscheint vierteljährlich. Die Zeitschrift wird vom Verein „ALSO – Anno Literatur SOnntag“ herausgegeben.
Den Inhalt bilden unveröffentlichte Texte zu einem vorgegebenen Thema von vor allem jungen Autoren. Jede neue Ausgabe wird im Wiener Café Anno im Zuge der ALSO-Lesereihe präsentiert. Bisher sind über 50 Ausgaben erschienen. Die Textauswahl der Zeitschrift wird von einer zwolfköpfigen Redaktion gestaltet. & Radieschen wird aus Kulturförderungsmitteln der Stadt Wien unterstützt.
Zu den bislang veröffentlichten Autoren gehören u. a. Martin Auer, El Awadalla, Thomas Ballhausen, Ewald Baringer, Theodora Bauer, Benjamin Baumann, Armin Baumgartner, Nadja Bucher, Johannes Diethart, Martin Dragosits, Alex Dreppec, Bernd Ernst, Dagmar Fischer, Johannes Floehr, Pauline Füg, Marjana Gaponenko, Karin Gayer, Tanja Ghetta, Wolfgang Glechner, Constantin Göttfert, Christl Greller, Stephan Groetzner, Ulf Großmann, Yasmin Hafedh, Philipp Hager, Elias Hirschl, Alexander Hoffelner, Gerald Jatzek, Nadine Kegele, Margarita Kinstner, Mathias Klammer, Daniel Klaus, Markus Köhle, Nicole Makarewicz, Mieze Medusa, Wolfgang Millendorfer, Doris Nußbaumer, Clemens Ottawa, Martin Piekar, Martin Peichl, Petra Piuk, Robert Prosser, Stephen Sokoloff, Thomas Steiner, Yannick Steinkellner, Andrea Stift, Peter Suska-Zerbes, Katharina Tiwald, Emily Walton, Thomas Josef Wehlim, Johannes Weinberger, Günther Tschif Windisch, Peter Paul Wiplinger, und Barbara Zeman.